# Carmen Chacón (artista)
Carmen  Fernández Chacón, conocida como Carmen Chacón (La Coruña, 1954), es una pintora  española con una obra multidisciplinar realizada con gran variedad de recursos.

## Trayectoria profesional
Se gradúa en Interiorismo en la Escuela Maestro Mateo de Santiago de Compostela en 1975. Con posterioridad comienza la carrera de Relaciones Laborales.
Su dilatada trayectoria artística comenzó en 1982. Sus trabajos han evolucionado en constante revisión a lo largo de cuatro décadas, desde sus comienzos en la figuración hasta la construcción de instalaciones y esculturas, en ambas introduce fotografías, objetos varios y elementos de la naturaleza ensamblándolos con diferentes recursos, como vendas, escayolas, o flores. Feminista, en su obra subyace su compromiso social.
Según palabras de Chacónː
«Mis etapas no son cerradas, algunos temas concretos sí, pero el concepto de trabajo que me guía en un determinado proyecto se nutre de alguna forma de fases anteriores»

## Exposiciones
Son numerosas las exposiciones tanto individuales como colectivas realizadas tanto en España como en otros países tales como  Painful Fact ( Centro Torrente Ballester, Ferrol 2000) donde se hacen, entre otras, tres obras “site- specific”, o Wood Blood (Fundación Laxeiro, Vigo 2011
En 2012, la exposición El Duende Marrón-Cuero en El Banquete ( Kiosco Alfonso, La Coruña 2012) fue un diálogo entre la psicología Gestalt
Presentó en una galería de Núremberg (Alemania, )la exposición Mujer contemplando el jardín del Simposio
La Exposición ONE WAY (MAC. Fernándo Centeno López, Genalguacil. Málaga. 2017) continúa la narrativa de Eros y su influencia en su vida, en nuestras vidas.

## Colecciones
Su obra forma parte de varias colecciones privadas e institucionales entre otras, en la Diputación Provincial de La Coruña, Ayuntamiento de La Coruña, Museo Unión Fenosa, Caixa Barcelona, Cámara Municipal Vila Franca de Xira (Portugal) Centro Torrente Ballester y Ateneo (ambas en Ferrol), Colección Fundación Laxeiro.Vigo. Pontevedra Junta de Galicia, Diputación Provincial de La Coruña, Centro de Salud de Sandiaz.Orense, Ayuntamiento de La Coruña, Museo Unión Fenosa, Talleres Caixa Barcelona, Cámara Municipal Vila Franca de Xira.Portugal, Centro Torrente Ballester, Ferrol Ateneo Ferrol,  Galería Brita Prinz-Centro de Grabado de Betanzos.

## Becas y premios
Premio a Autor gallego. Certamen Internacional de Dibujo Jenaro Perez Villaamil. Ferrol. 
- 1990Beca de grabado.Gráfica 91.U.I.M.P..Betanzos (La Coruña).

- 1991 Beca Diputación Provincial de La Coruña.

- 1991 Beca Taller Pablo Ruiz Picasso. Impartido por Rafael Canogar. Unión Fenosa. La Coruña.1995[10]